# Moskovië

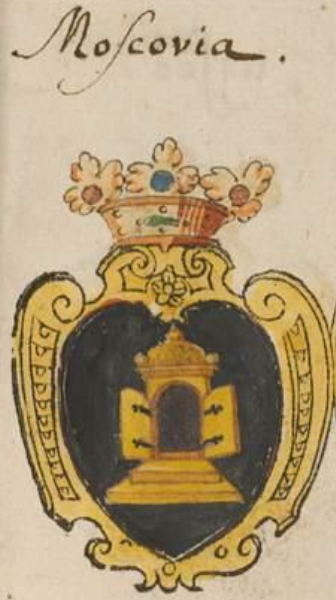
Wappen von Moskowien aus dem Buch Wapenschild van Moskovië uit het boek “Het Grote Wapenboek, met de wapenschilden van de Duitse keizers, Europese koninklijke en prinselijke huizen...”, 1583-1700

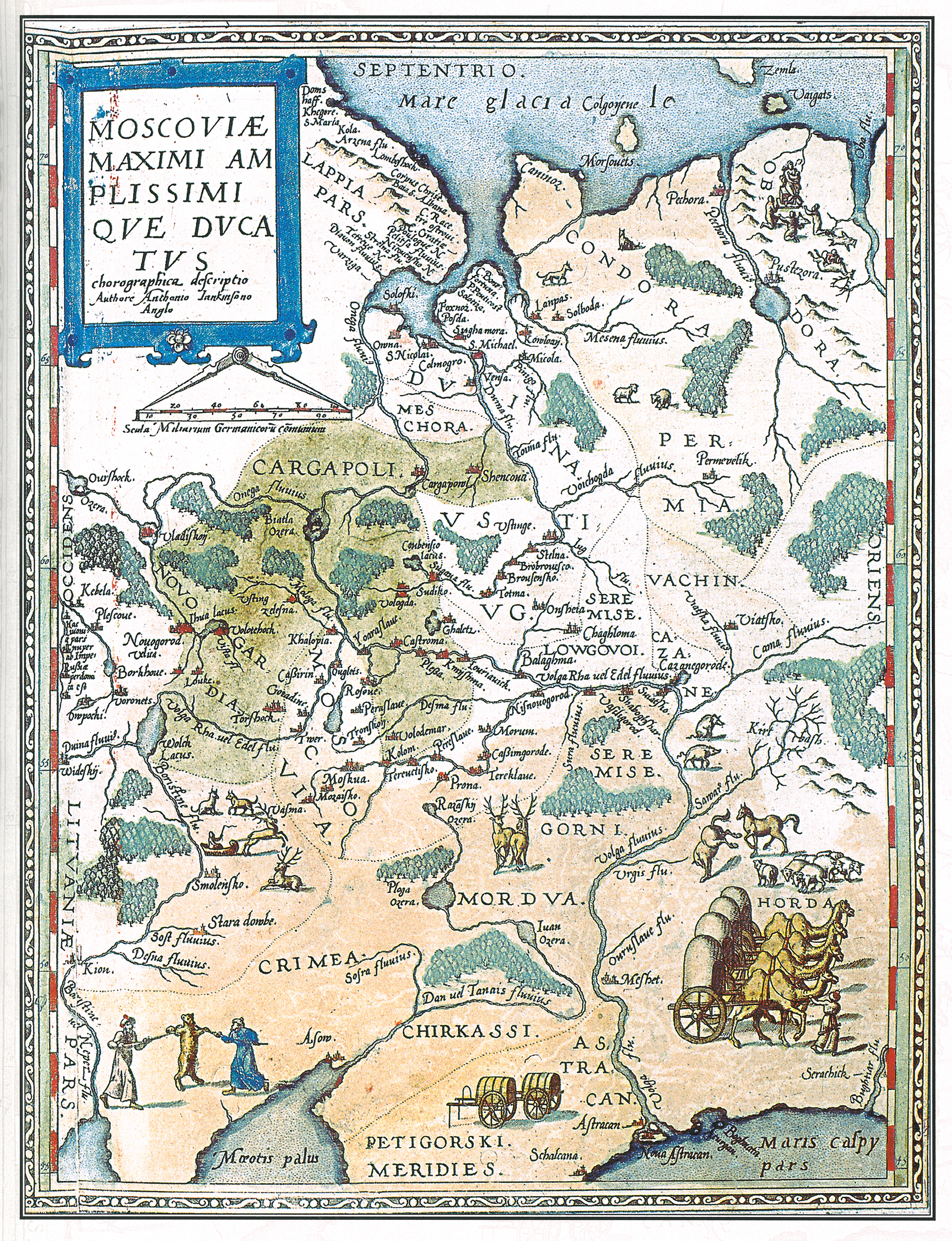
Kaart van Moskovië uit 1593, gemaakt in Antwerpen

Moskovië is een historische naam die vaak wordt gegeven aan het Rusland van vóór de hervormingen van Peter de Grote van omstreeks 1700. 
De Russische staat was aanvankelijk bekend als Vorstendom Moskou (княжество Московское), later werd het lange tijd Grootvorstendom Moskou (Великое Княжество Московское; Velikoje Knjazjestvo Moskovskoje) om ten slotte bekend te worden onder de naam tsaardom Rusland (Царство Русское; Tsarstvo Roesskoje).
De ontwikkeling van de Russische staat kan worden gevolgd vanaf Vladimir-Soezdal via het Grootvorstendom Moskou naar het Tsaardom Rusland en vanaf daar het Keizerrijk Rusland. Moskou trok mensen en welvaart naar het noordoostelijke deel van het voormalige Kievse rijk en vestigde handelsrelaties met de Oostzee, Witte Zee, Kaspische Zee en Siberië. Ook ontstond in deze periode een gecentraliseerd en autocratisch politiek systeem. Moskovische politieke tradities hadden daardoor een grote invloed op de Russische samenleving.

## De Moskovische periode
Met het gebruik van de naam "Moskovië" wordt door sommigen beoogd het cultuurverschil te benadrukken tussen het Rusland van vóór 1700, dat om religieuze redenen afwijzend stond tegenover de West-Europese cultuur, en het Rusland van na 1700, waarvan de bovenlaag van de samenleving, de adellijke klasse, in sterke mate verwesterde.
Door historici wordt de scheiding tussen Moskovië en zijn opvolger Rusland echter meestal een paar eeuwen eerder gelegd, namelijk bij Ivan IV of nog wat eerder bij Ivan III. Ivan III ("de Grote") veroverde namelijk de laatste onafhankelijke opvolgstaat van het Kievse Rijk in Rusland: de republiek Novgorod, waarmee hij de centralisering van de staat voltooide. Hierna ontstond de uitdrukking leider "van alle Ruslanden". Hij deed dit in dezelfde tijd als Lodewijk XI dit deed in Frankrijk. Het was ook Ivan III die vanaf 1476 weigerde nog langer tribuut te betalen aan de Grote Horde en in 1480 een strafexpeditie van de Horde onder Ahmed Khan afsloeg tijdens de Confrontatie bij de Oegra.
Bekend en vaak geciteerd in Rusland zijn de woorden die de monnik Filotheus van Pskov in 1510 tot Vasili III van Moskou (de zoon van Ivan III en de Byzantijnse prinses Sophia Palaeologus) richtte: "Twee Romes zijn gevallen, het derde Rome zal niet sterven, er komt geen vierde. Niemand zal Uw tsarendom vervangen", waarbij hij verwees naar het land Rusland, en niet naar de stad Moskou. Het concept van het Derde Rome was bovenal religieus geïnspireerd: na de val van Constantinopel in 1453 zag Rusland zich als het laatste bastion van het orthodoxe geloof.
Ivan IV ("de Verschrikkelijke") wordt ook vaak genoemd als eerste Russische tsaar, aangezien deze Kazan, de hoofdstad van het kanaat Kazan veroverde in 1552 en daarmee de weg openlegde voor de expedities naar Siberië, waarvan de eersten nog onder zijn regering werden uitgevoerd. Ivan IV was ook de eerste die zich tot "tsaar van Rusland" liet kronen. In de volksmond binnen Europa bleef de naam Moskovië als benaming voor Rusland echter veel langer bestaan.
Na de overwinning in de Grote Noordse Oorlog en het Vrede van Nystad, gesloten op 10 september 1721, op 2 november 1721, veranderde Peter de Grote de naam van de "Moskovië" in "All-Russische rijk" en riep hij zichzelf uit tot het All-Russische keizer, waarvan de nieuwe titel werd erkend door het Koninkrijk Pruisen en Republiek der Zeven Verenigde Nederlanden in 
1721, het Zweden in 1723, het Ottomaanse Rijk in 1739, het Koninkrijk van Groot-Brittannië en Habsburgse monarchie in 1742, het Koninkrijk Frankrijk en Spanje in 1745, het Pools-Litouwse Gemenebest in 1764. De naam van het nieuw gevormde rijk was gebaseerd op de Griekse transcriptie van het woord "Rus'": "Ρωσία" - de historische naam van Oekraïne. Eveneens op 2 november 1712 riep Peter de Grote Sint-Petersburg, gesticht op de plaats van Nyenschantz, uit als nieuwe hoofdstad van Rusland. Hiermee eindigde het Moskouse tijdperk.